# Maria Schutz
Maria (Lili) Schutz (n. 18 decembrie 1957, Pucioasa, județul Dâmbovița) este un om politic și de afaceri din România, fost membru al PSD și actual membru al PP-DD.
Ascensiunea Mariei Schutz în PSD a început din 2002, când a devenit membru în cadrul biroului executiv al organizației doljene.
În aprilie 2010, Maria Schutz era vicepreședinte al filialei PSD Dolj. În octombrie 2012 a părăsit Partidul Social Democrat și s-a înscris în Partidul Poporului – Dan Diaconescu, pe listele căruia candidează pentru un mandat de senator de Dolj.
Maria Schutz este supranumită și „Regina Serelor”.
Deține Holdingul Agro 2001 Dolj, cu sediul în Craiova, înființat în anul 1994, care include firmele Sere Codlea, Agroser Câmpia Turzii, Orser Oradea, Agriaș Castelu (județul Constanța), Piscicola Dunăreni (Dolj) și Agroind Măceșu (Dolj).

## Controverse

### Procesul de înșelăciune (2007-2015)
Maria Schutz a fost trimisă în judecată în 2007 pentru înșelăciune cu consecințe deosebit de grave și bancrută frauduloasă, în formă continuată.
Potrivit dosarului, ea este judecată pentru că nu și-a respectat angajamentele luate în momentul achiziției Serelor Codlea și Orser Oradea.
În același dosar sunt judecați și Corneliu Popa, fost director general al Agenției Domeniilor Statului, pentru complicitate la înșelăciune cu consecințe deosebit de grave, în formă continuată; Mihai Ciobanu, fost director al Direcției Urmărire Contracte din cadrul Agenției Domeniilor Statului, pentru complicitate la înșelăciune cu consecințe deosebit de grave și Ion Dascălu, asociat la S.C. Sere Codlea S.A., pentru complicitate la bancrută frauduloasă, în formă continuată.
Prejudiciul creat Agenției Domeniilor Statului este de peste cinci milioane de euro.
Maria Schutz nu a respectat clauzele contractuale referitoare la investițiile asumate prin contracte.
De asemenea, beneficiind de sprijinul lui Popa și Ciobanu din cadrul ADS, Maria Schutz a raportat mai multe date și investiții fictive.
A fost ajutată și de Ion Dascălu, care a determinat conducerea celor două firme scoase la privatizare să înregistreze cheltuieli și servicii fictive, situație de natură să ducă la declararea stării de insolvență.
De asemenea, direcția agricolă brașoveană s-a constituit parte civilă în dosarul de înșelăciune și cerut daune de 2,3 milioane de lei.
Pe 28 mai 2013 a fost condamnată la 12 ani de închisoare cu executare în dosarul Sere Codlea, decizia nefiind definitivă.
Pe 22 septembrie 2015 Maria Schutz a fost condamnată, printr-o sentință defintivă, la 10 ani de închisoare cu executare. 